# Mittaghore (Diablerets)
Pour les articles homonymes, voir Mittaghore (homonymie).
Ne doit pas être confondu avec Mittaghorn.
Le Mittaghore est un sommet des Alpes bernoises, en Suisse, situé dans le canton de Berne. Il culmine à 2 333 m d'altitude.

## Géographie
Situé à l'extrémité nord-est du massif des Diablerets, au nord-est du Schluchhore, il surplombe la commune de Gsteig bei Gstaad au nord.